# 坎貝爾峰
坎貝爾峰（英語：Campbell Crest）是南極洲的山峰，座標68°30′S 65°27′W，位於葛拉漢地的鮑曼海岸，處於鮑迪奇峰西端，海拔高度1,670米（5,500英尺），在1928年由澳大利亞探險家拍攝空中照片，現時由南極條約體系管理。